# مرکز استاتا
مرکز استاتای ری و ماریا (انگلیسی: Ray and Maria Stata Center) یا ساختمان ۳۲ ساختمان دانشگاهی چندمنظوره‌ای در کمبریج، ماساچوست ایالات متحده آمریکا است. فرانک گری این بنا را برای مؤسسه فناوری ماساچوست (ام‌آی‌تی) طراحی کرد. این بنا که در شانزدهم مارس ۲۰۰۴ تأسیس شد ۶۷٬۰۰۰ مترمربع زیربنا دارد.
منتقدان شیوهٔ معماری دیکانستراکتیویست آن را متأثر از اکسپرسیونیسم آلمان در دههٔ ۱۹۲۰ دانسته‌اند.
در اکتبر ۲۰۰۷، دانشگاه‌ام آی تی آمریکا از فرنک گری بخاطر طراحی مشکل دار مرکز استاتا به دادگاه شکایت برد و ادعای خسارت نمود.

## تاریخچه
مرکز استاتا در محل ساختمان قبلی ۲۰ واقع شده‌است، که در سال ۱۹۹۸ تخریب شد. ساختمان ۲۰ در طول جنگ جهانی دوم به عنوان یک ساختمان موقت برای آزمایشگاه تاریخی پرتوی احداث شد. در طول ۵۵ سال، ماهیت "موقتی" آن به گروه‌های تحقیقاتی اجازه می‌داد فضای بیشتری داشته باشند و از آن فضای خلاقانه تر نسبت به ساختمانهای قابل احترام استفاده کنند. این ساختمان همچنین اتاقها و اتاقهای دائمی برای باشگاه‌ها و گروه‌های رسمی مؤسسه، از جمله باشگاه راه‌آهن مدل فناوری و انجمن تحقیقات الکترونیکی فراهم کرده‌است. پروفسور جروم ی. لتوین یک بار گفت: "شما ممکن است آن را رحم انستیتو تلقی کنید. این یک نوع آشفتگی است، اما از طرف خدا پرتحرک است!"

## نگارخانه

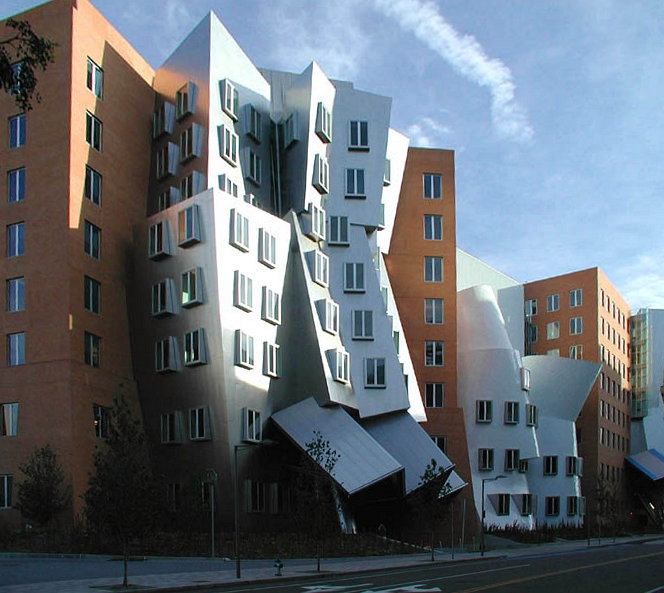
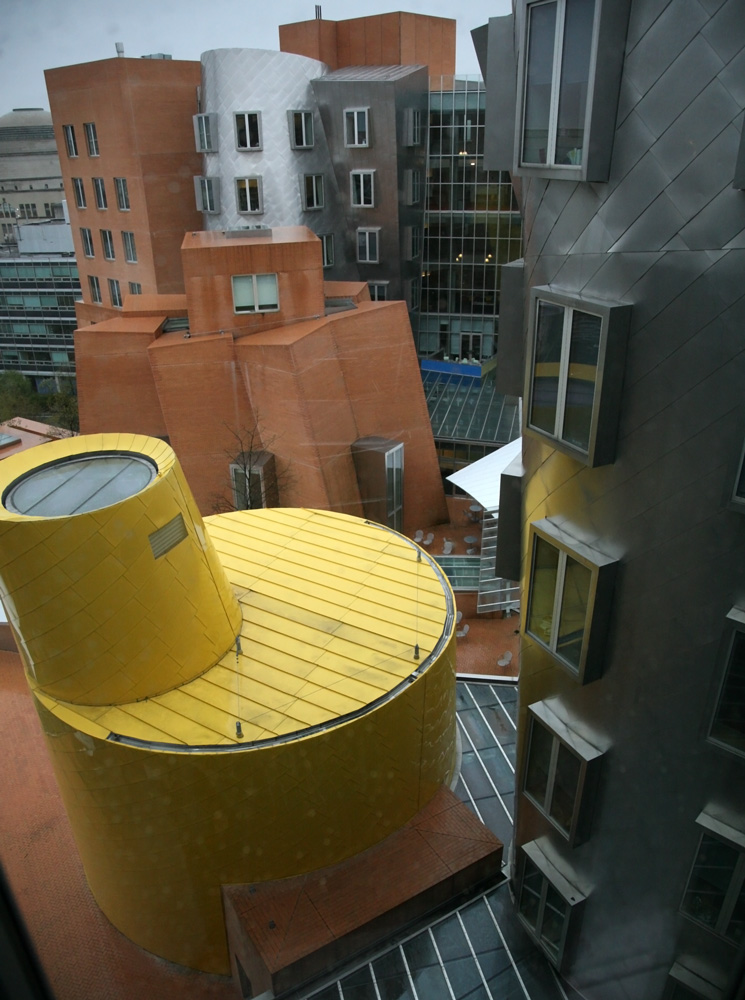
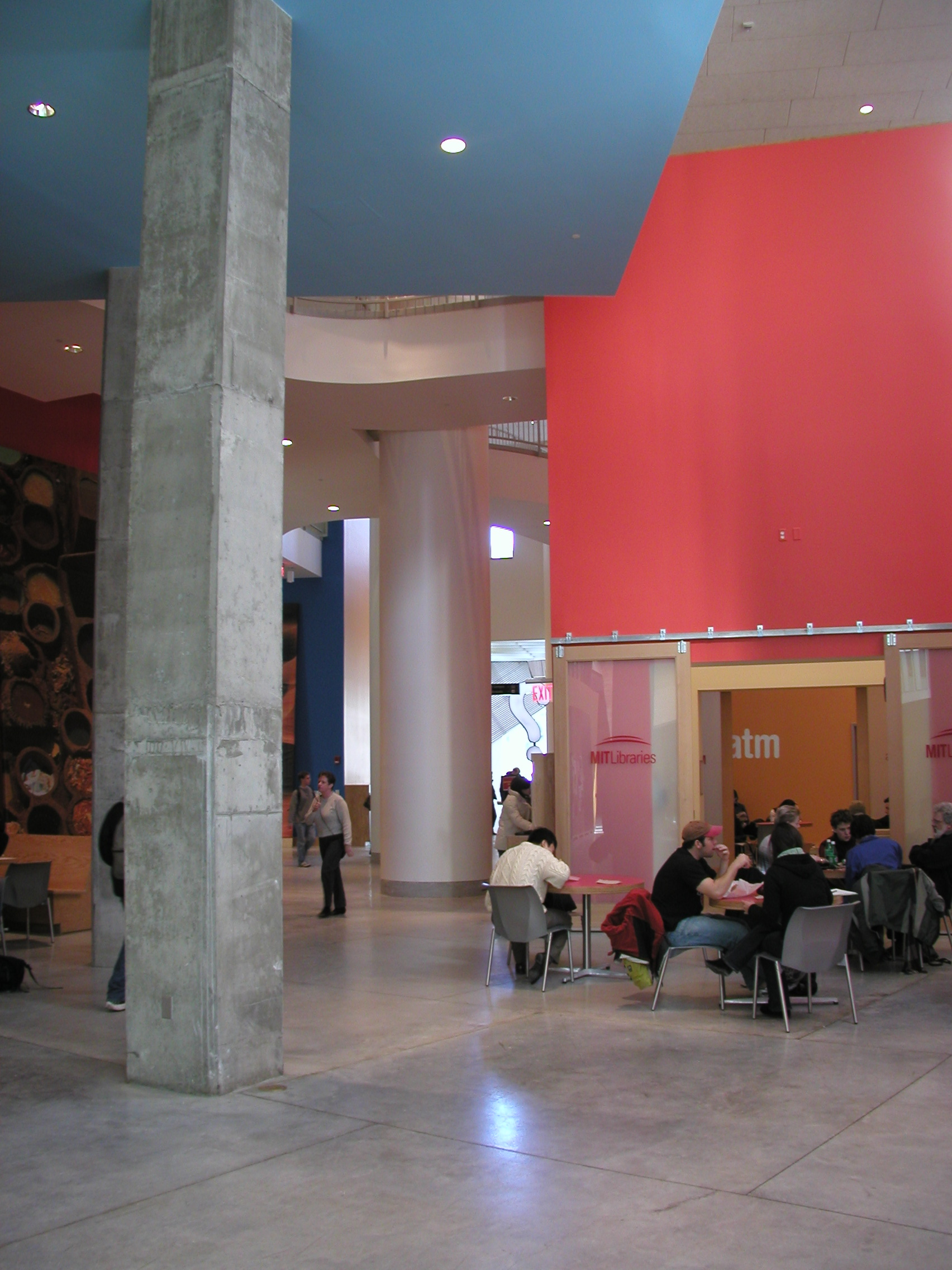